# Emiliano Franklin de Castro
Emiliano Franklin de Castro foi um político brasileiro do estado de Minas Gerais.
Foi eleito deputado estadual na Assembleia Legislativa de Minas Gerais para a 2ª Legislatura (1951 - 1955), pelo PSD. Foi substituído por João de Almeida nos períodos de 10/6 a 31/10/1952 e de 7/5 a 9/12/1954.